# Wilhelm Kretschmann
Wilhelm (Christian Albert) Kretschmann (russisch Вильгельм Кречман; * 15. Februar 1848 in Könnern; † 1922 in Moskau) war ein deutsch-russischer Flötist und Hochschullehrer.

## Leben
Kretschmann lernte bei dem Würzburger Flötisten Carl Wehner und spielte dann in der Schwarzburg-Sondershausener Hofkapelle, im Orchester von Johann Strauss Sohn und am Hoftheater Meiningen. Er war ein hervorragender Ensemblespieler und auch Solist.
1882 ging Kretschmann nach Moskau und wurde Solist der Opern- und Ballettorchester des Bolschoi-Theaters (bis 1907) und Professor am Moskauer Konservatorium (bis zu seinem Tode). Dank seines schönen und gleichmäßigen Tones insbesondere in den tiefen Lagen spielte er die für die Flöte technisch sehr schwierigen Opern Dubrowski von Eduard Nápravník, Schneeflöckchen von Nikolai Rimski-Korsakow und Les Huguenots von Giacomo Meyerbeer. Er erwarb sich große Verdienste durch Einführung des Böhm-Systems. Anhand der Flötenschule von Wilhelm Popp, den Konzerten von Popp, Jules Demersseman und Adolf Terschak sowie den Fantasien von Giulio Briccialdi und Franz Doppler führte er seine Schüler zur Meisterschaft. Zu seinen Schülern gehörten W. N. Zybin, F. A. Lewin, W. I. Glinski-Safronow, G. J. Madatow und N. I. Platonow.